# Heinz Baumkötter
Heinrich Friedrich Wilhelm Baumkötter, genannt Heinz Baumkötter (* 7. Februar 1912 in Burgsteinfurt; † 22. April 2001 in Münster) war ein deutscher SS-Hauptsturmführer und KZ-Arzt in den Konzentrationslagern Mauthausen, Natzweiler-Struthof und Sachsenhausen. Er führte zahlreiche pseudomedizinische Experimente an Häftlingen durch.

## Leben
Er war der Sohn des Eisenbahnbeamten Heinrich Baumkötter (gest. 1956) und dessen Ehefrau Luise Wadenfänger. Nach dem Abitur 1934 in München folgte nach dem Einsatz im Freiwilligen Arbeitsdienst ab Oktober 1934 das Studium der Medizin an der Westfälischen Wilhelms-Universität Münster i.Westf.
Zum 10. Januar 1935 erfolgte sein Eintritt in die SS (SS-Nummer 278.430), er versah ehrenamtlichen SS-Dienst im Sanitätszug SS-Sturm in Münster. 1939 erhielt er die Approbation als Arzt.
Am 21. November 1939 wurde er als Sturmmann d. R. zur SS-Verfügungstruppe einberufen, zunächst bei der Leibstandarte-SS Adolf Hitler (Berlin-Lichterfelde), dann erhielt er eine Grundausbildung in der SS-Standarte Deutschland (München-Freimann). Von Januar 1941 bis zum 20. April 1941 war er zum 11. SS-Regiment kommandiert (Warschau, ab Mai 1940 in Frankreich), zum 20. April 1940 wurde er zum SS-Untersturmführer befördert. Bis zum 14. Oktober 1941 war er Truppenarzt bei der SS-Division Das Reich, dann bis zum 1. November 1941 im SS-Sanitätsamt Berlin tätig.

### SS-Hauptsturmführer und KZ-Arzt in verschiedenen Konzentrationslagern
Baumkötter begann seine Tätigkeit als Lagerarzt im November 1941 im Konzentrationslager Mauthausen, war ab Sommer 1942 im KZ Natzweiler-Struthof tätig und anschließend kurzzeitig im KZ Niederhagen (Wewelsburg). Im August 1942 wurde er in das Konzentrationslager Sachsenhausen versetzt, wo er bereits im Oktober 1942 Erster Lagerarzt wurde. Zum 9. November 1943 erreichte er als SS-Hauptsturmführer seinen höchsten Rang. Bis zur „Räumung“ des Lagers durch die SS im April 1945 verblieb er in dieser Funktion.

### Menschenversuche
Baumkötter wurde durch seine pseudowissenschaftlichen Experimente bekannt, die er an Häftlingen durchführte. Aufgrund der immer bedrohlicher werdenden Kriegslage sollte versucht werden, die Besatzung deutscher U-Boote tagelang ohne Schlaf auskommen zu lassen. Reichsführer SS Himmler hatte zuvor die Erlaubnis erteilt, Experimente an Häftlingen durchzuführen. Baumkötter führte diese durch, indem er ihnen Drogen injizierte, unter anderem Kokain und Pervitin. Anschließend mussten die Probanden tagelang jeweils elf Stunden lang ohne Schlaf auf einer 700 Meter langen Laufbahn mit einem halben Zentner Gepäck marschieren. Gleichzeitig „testeten“ sie dabei auf den täglich zurückgelegten rund 40 Kilometern für die Industrie Schuhsohlen (Schuhläufer-Kommando).
Weitere Experimente sollten die Ursache, Ansteckung und Heilung von Gelbsucht betreffen, bei der Häftlingen der Erreger injiziert wurde.
Außerdem wurden Häftlingen Verbrennungen 2. und 3. Grades durch Phosphor zugefügt, um die Heilungschancen zu testen.
Baumkötter war direkt verantwortlich für Verbrechen, die an den Gefangenen verübt wurden. Er selektierte Häftlinge, die nicht mehr arbeitsfähig waren und war bei Erschießungen zugegen, um den Tod der Gefangenen zu bestätigen. Außerdem war er Zeuge von Vergasungen, um auch hier den Tod der Opfer zu bescheinigen. Baumkötter führte in Sachsenhausen das Abspielen lauter Marschmusik bei Erschießungen ein, damit die übrigen Häftlinge die Gewehrschüsse nicht hören konnten.

### Nach Kriegsende
Nach Kriegsende wurde er 1945 von britischen Truppen gefangen genommen und später der sowjetischen Militäradministration überstellt. Die Anklage lautete auf Beteiligung an der Ermordung sowjetischer Kriegsgefangener im KZ Sachsenhausen und Mitverantwortung für Verbrechen gegen die Menschlichkeit. Ein sowjetischer Militärgerichtshof verurteilte ihn im Sachsenhausen-Prozess, der vom 23. Oktober bis zum 1. November 1947 dauerte, zu lebenslanger Haft mit der Pflicht zur Zwangsarbeit. Etwa einen Monat nach Urteilsverkündung wurde er im Arbeitslager Workuta des Gulags inhaftiert. Nach dem Besuch Adenauers in der Sowjetunion wurde Baumkötter als sogenannter „Nichtamnestierter“ 1956 an die Bundesrepublik Deutschland überstellt. Im Juli 1956 war er im Marienhospital in Iserlohn und wurde einen Monat danach vorübergehend von den deutschen Behörden festgenommen. Baumkötter wurde schließlich vor dem Landgericht Münster der Prozess gemacht. Er wurde angeklagt, in Sachsenhausen an der Hinrichtung von rund 125 Häftlingen beteiligt gewesen zu sein und soll zudem zwischen 1942 und 1945 mindestens 110 Häftlinge, die in der Gaskammer sterben sollten, selektiert haben. Am 5. Juni 1959 erfolgte die vorläufige Untersagung des ärztlichen Berufes durch Verfügung des Regierungspräsidenten in Münster und am 21. November 1959 wurde er gegen Kaution aus der Untersuchungshaft entlassen.
Am 27. Februar 1962 wurde Baumkötter für schuldig befunden und zu acht Jahren Zuchthaus verurteilt, die jedoch durch die Haftzeit in der Sowjetunion als verbüßt galten.
Nach 1965 war er als Wissenschaftlicher Mitarbeiter der Grünenthal GmbH, Büro Münster, tätig.
Von den beiden mitangeklagten ehemaligen Lagerärzten des KZ Sachsenhausen wurde Alois Gaberle zu drei Jahren und drei Monaten Haftstrafe verurteilt und Otto Adam freigesprochen. Am 29. März 1963 wurde das Urteil durch den Bundesgerichtshof bestätigt.